# Gran Premio d'Olanda 1955
Il Gran Premio d'Olanda 1955 fu la quinta gara della stagione 1955 del Campionato mondiale di Formula 1, disputata il 19 giugno sul Circuito di Zandvoort. La manifestazione vide la vittoria di Juan Manuel Fangio su Mercedes, seguito dal compagno di squadra Stirling Moss e dall'italiano Luigi Musso su Maserati.
Il Gran Premio ebbe luogo una settimana dopo la tragedia di Le Mans.

## Qualifiche
| Pos | N° | Pilota                  | Auto          | Squadra                   | Tempo  | Distacco |
| --- | -- | ----------------------- | ------------- | ------------------------- | ------ | -------- |
| 1   | 8  | Juan Manuel Fangio      | Mercedes W196 | Daimler-Benz AG           | 1:40.0 | -        |
| 2   | 10 | Stirling Moss           | Mercedes W196 | Daimler-Benz AG           | 1:40.4 | +0.4     |
| 3   | 12 | Karl Kling              | Mercedes W196 | Daimler-Benz AG           | 1:41.1 | +1.1     |
| 4   | 18 | Luigi Musso             | Maserati 250F | Officine Alfieri Maserati | 1:41.2 | +1.2     |
| 5   | 2  | Mike Hawthorn           | Ferrari 555   | Scuderia Ferrari          | 1:41.5 | +1.5     |
| 6   | 14 | Jean Behra              | Maserati 250F | Officine Alfieri Maserati | 1:41.5 | +1.5     |
| 7   | 16 | Roberto Mieres          | Maserati 250F | Officine Alfieri Maserati | 1:42.1 | +2.1     |
| 8   | 4  | Maurice Trintignant     | Ferrari 555   | Scuderia Ferrari          | 1:42.4 | +2.4     |
| 9   | 6  | Eugenio Castellotti     | Ferrari 555   | Scuderia Ferrari          | 1:42.7 | +2.7     |
| 10  | 26 | Peter Walker            | Maserati 250F | Stirling Moss Ltd.        | 1:44.9 | +4.9     |
| 11  | 20 | Robert Manzon           | Gordini T16   | Equipe Gordini            | 1:46.0 | +6.0     |
| 12  | 24 | Jacques Pollet          | Gordini T16   | Equipe Gordini            | 1:48.6 | +8.6     |
| 13  | 28 | Louis Rosier            | Maserati 250F | Rosier                    | 1:49.2 | +9.2     |
| 14  | 22 | Hernando da Silva Ramos | Gordini T16   | Equipe Gordini            | 1:50.2 | +10.2    |
| 15  | 32 | Horace Gould            | Maserati 250F | Gould's Garage (Bristol)  | 1:50.4 | +10.4    |
| 16  | 30 | Johnny Claes            | Ferrari 500   | Equipe Nationale Belge    | 1:53.3 | +13.3    |

## Gara
| Pos | N° | Pilota                  | Costruttore | Giri | Tempo/Causa Ritiro | Pos. griglia | Punti |
| --- | -- | ----------------------- | ----------- | ---- | ------------------ | ------------ | ----- |
| 1   | 8  | Juan Manuel Fangio      | Mercedes    | 100  | 2:54:23.8          | 1            | 8     |
| 2   | 10 | Stirling Moss           | Mercedes    | 100  | +0.3               | 2            | 6     |
| 3   | 18 | Luigi Musso             | Maserati    | 100  | +57.1              | 4            | 4     |
| 4   | 16 | Roberto Mieres          | Maserati    | 99   | +1 Giro            | 7            | 4     |
| 5   | 6  | Eugenio Castellotti     | Ferrari     | 97   | +3 Giri            | 9            | 2     |
| 6   | 14 | Jean Behra              | Maserati    | 97   | +3 Giri            | 6            |       |
| 7   | 2  | Mike Hawthorn           | Ferrari     | 95   | +5 Giri            | 5            |       |
| 8   | 22 | Hernando da Silva Ramos | Gordini     | 92   | +8 Giri            | 14           |       |
| 9   | 28 | Louis Rosier            | Maserati    | 92   | +8 Giri            | 13           |       |
| 10  | 24 | Jacques Pollet          | Gordini     | 90   | +10 Giri           | 12           |       |
| 11  | 30 | Johnny Claes            | Ferrari     | 88   | +12 Giri           | 16           |       |
| Rit | 4  | Maurice Trintignant     | Ferrari     | 65   | Cambio             | 8            |       |
| Rit | 20 | Robert Manzon           | Gordini     | 44   | Trasmissione       | 11           |       |
| Rit | 32 | Horace Gould            | Maserati    | 23   | Uscita di pista    | 15           |       |
| Rit | 12 | Karl Kling              | Mercedes    | 21   | Uscita di pista    | 3            |       |
| Rit | 26 | Peter Walker            | Maserati    | 2    | Ruota              | 10           |       |

## Statistiche

### Piloti
- 16ª vittoria per Juan Manuel Fangio
- 1° e unico giro più veloce per Roberto Mieres
- 1º Gran Premio per Hermano da Silva Ramos
- Ultimo Gran Premio per Johnny Claes

### Costruttori
- 7° vittoria per la Mercedes
- 10º giro più veloce per la Maserati

### Motori
- 7° vittoria per il motore Mercedes
- 10º giro più veloce per il motore Maserati

### Giri al comando
- Juan Manuel Fangio (1-100)

## Classifica Mondiale
| Pos | Pilota                | Punti |
| --- | --------------------- | ----- |
| 1   | Juan Manuel Fangio    | 27    |
| 2   | Stirling Moss         | 13    |
| 3   | Maurice Trintignant   | 11.33 |
| 4   | Nino Farina           | 10.33 |
| 5   | Bob Sweikert          | 8     |
|     | Eugenio Castellotti   | 8     |
| 7   | Roberto Mieres        | 7     |
| 8   | Jimmy Davies          | 4     |
|     | Luigi Musso           | 4     |
| 10  | Tony Bettenhausen     | 3     |
|     | Paul Russo            | 3     |
|     | Jean Behra            | 3     |
|     | Paul Frère            | 3     |
|     | Johnny Thomson        | 3     |
| 15  | José Froilán González | 2     |
|     | Luigi Villoresi       | 2     |
|     | Cesare Perdisa        | 2     |
| 18  | Umberto Maglioli      | 1.33  |
| 19  | Walt Faulkner         | 1     |
|     | Bill Vukovich         | 1     |
|     | Bill Homeier          | 1     |
|     | Hans Herrmann         | 1     |
|     | Karl Kling            | 1     |